# 解士杰
解士杰（1963年—），男，汉族，中华人民共和国物理学家、政治人物，曾任九三学社中央委员、山东省委副主委、山东大学物理与微电子学院院长，第十一、十二届全国政协委员。

## 生平
2008年，当选第十一届全国政协委员，代表九三学社，分入第十二组。